# Lesdins
Lesdins település Franciaországban, Aisne megyében. Lakosainak száma 808 fő (2022. január 1.). Lesdins Lehaucourt, Levergies, Morcourt, Omissy, Remaucourt és Sequehart községekkel határos.

## Népesség
A település népességének változása:
| Lakosok száma | 544  | 824  | 855  | 797  | 835  | 831  | 832  | 829  | 830  | 808  |
|               | 1968 | 1982 | 1990 | 2006 | 2013 | 2015 | 2017 | 2019 | 2020 | 2022 |